# Skägg (överskottsmaterial)
Skägg kan även syfta på grad (kant).

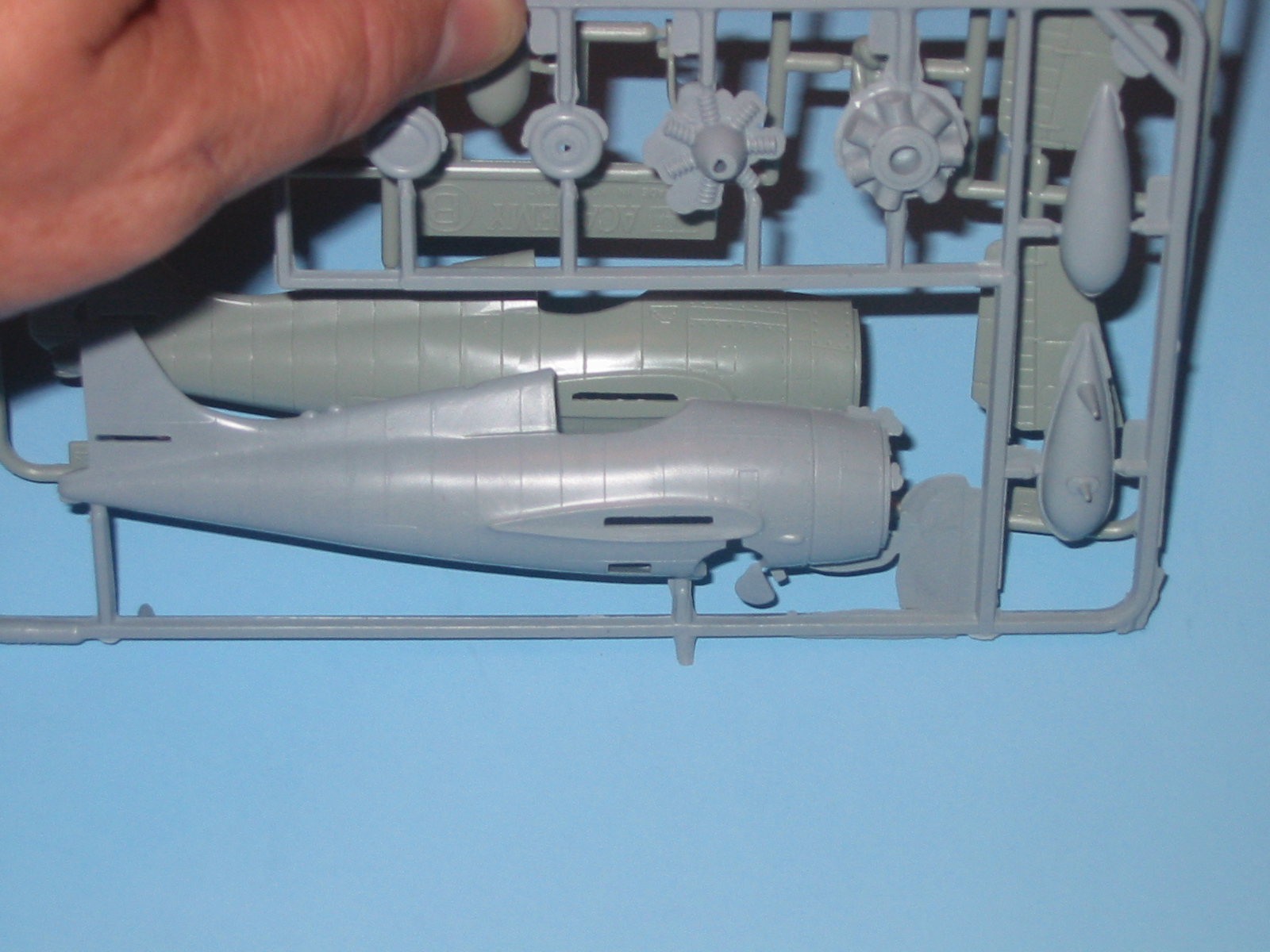
Delar till ett modellflygplan med överflödigt material.

Skägg, flytavfall (även grad, delningsgrad, ibland gjutskägg) är en kant som bildats av överskottsmaterial vid formdelningen av ett formstycke. Det tillkommer när material flyter ut i en springa mellan formdelarna i en gjutform, till exempel vid gjutning, svetsning eller smidning.
Ju fler formdelar desto fler delningsplan där material kan sippra ut. Man kan minska eller helt bli av med skäggbildning genom att använda en form som endast kräver få eller en formdel.
Ibland lämnar man avsiktligen plats för överskottsmaterial på detta sätt i en överskottskanal (eller avfallsränna, med en avrådd term skäggränna). När man gjuter i planform kallas spelet mellan ytorna för överskottsspalt (eller med en avrådd term skäggrum).
Inom gummiindustrin är termen skägg den vanligaste medan man vid gjutning i vissa styvare plaster föredrar termen grad.